# زبان باسکی

مناطق گویش‌های زبان باسکی.

زبان باسْکی (به باسکی: Euskara، به اسپانیایی: Basque) زبان مردم باسک است که در شمال اسپانیا و جنوب غرب فرانسه زندگی می‌کنند. این زبان برخلاف زبان‌های پیرامون خود از خانواده زبان‌های هند-اروپایی نیست، بلکه از زبان‌های پیش از ورود هند اروپایی به اروپا است. از سه میلیون باسکی حدود ۶۳۲۰۰۰ نفر به این زبان سخن می‌گویند که از این میان ۵۶۶۰۰۰ نفر آن‌ها در اسپانیا زندگی می‌کنند.
باستان‌شناسان در سال ۲۰۰۶ در باسک ۲۷۰ سنگ نوشته مربوط به قرن سوم میلادی پیدا کردند.

## الفبا
زبان باسکی با الفبای لاتین نوشته می‌شود.

## نمونهٔ واژگان
- Bai= آری
- Ez= نه
- Kaixo= سلام
- Agur= خدا نگهدار
- Ikusi arte= می‌بینمت
- Eskerrik asko= سپاس
- Egun on= روز بخیر
- Gab on= شب بخیر
- Urdin= آبی
- Zuri= سفید
- Gori= سرخ
- Edan= نوشیدن
- Ian= خوردن
- Lo= خوابیدن
- Mesedez= لطفاً
- Barkatu= ببخشید (تقاضای چیزی)

| باسکی | انگلیسی(ژرمنی) | سانسکریت | لاتین    | روسی(اسلاوی) |
| ----- | -------------- | -------- | -------- | ------------ |
| ni    | I              | aham     | ego      | ja           |
| hi    | you, thou      | tvam     | tu       | ty           |
| gu    | we             | vayam    | nos      | my           |
| zuek  | you            | yu:yam   | vos      | vy           |
| nor   | who            | ka-      | quis     | kto          |
| bat   | one            | eka-     | unus     | odin         |
| bi    | two            | dva      | duo      | dva          |
| hiru  | three          | tri      | tres     | tri          |
| lau   | four           | catva:r  | quattuor | chetyre      |